# Ljudvallen

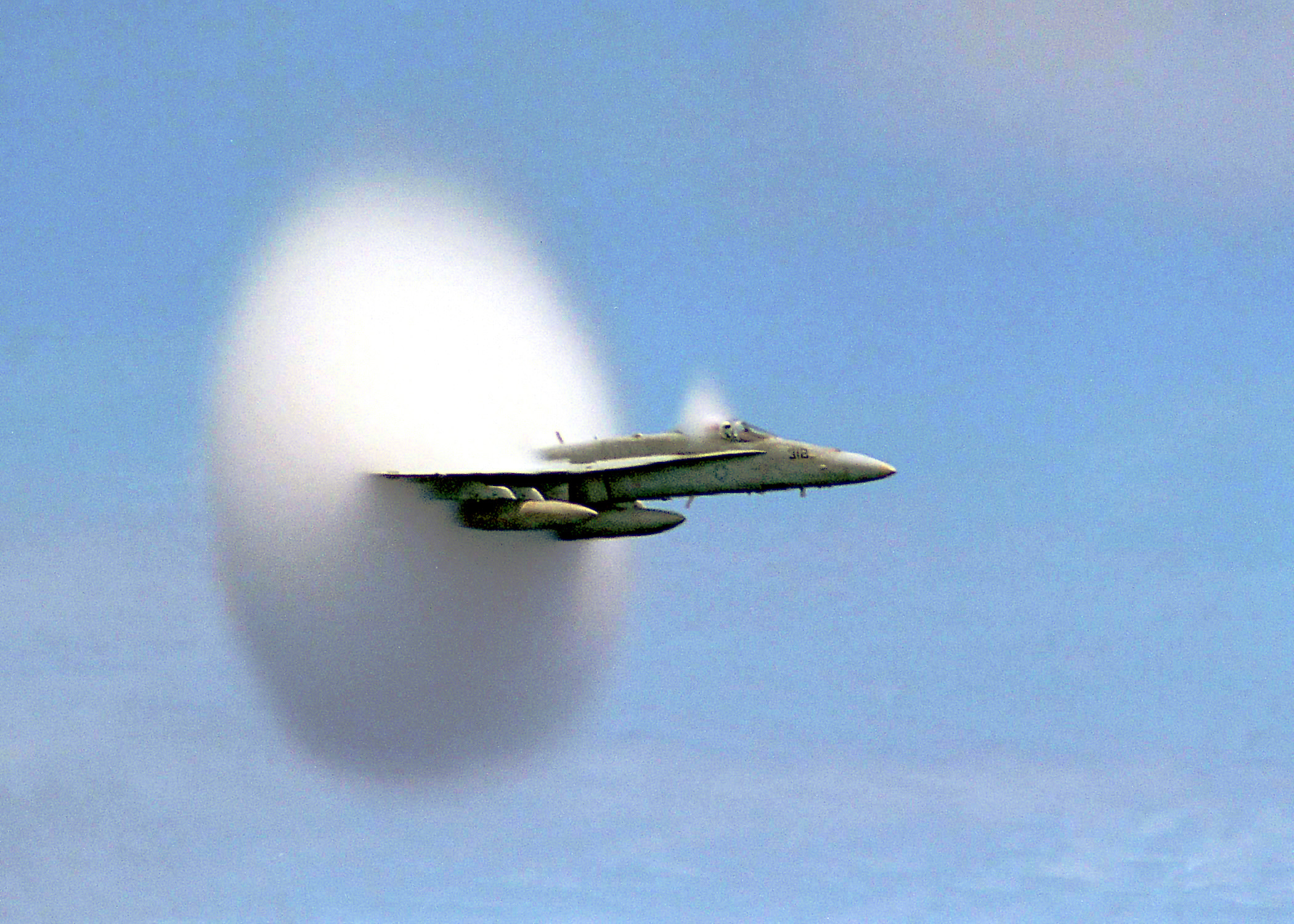
Kondensationseffekt nära Mach 1.

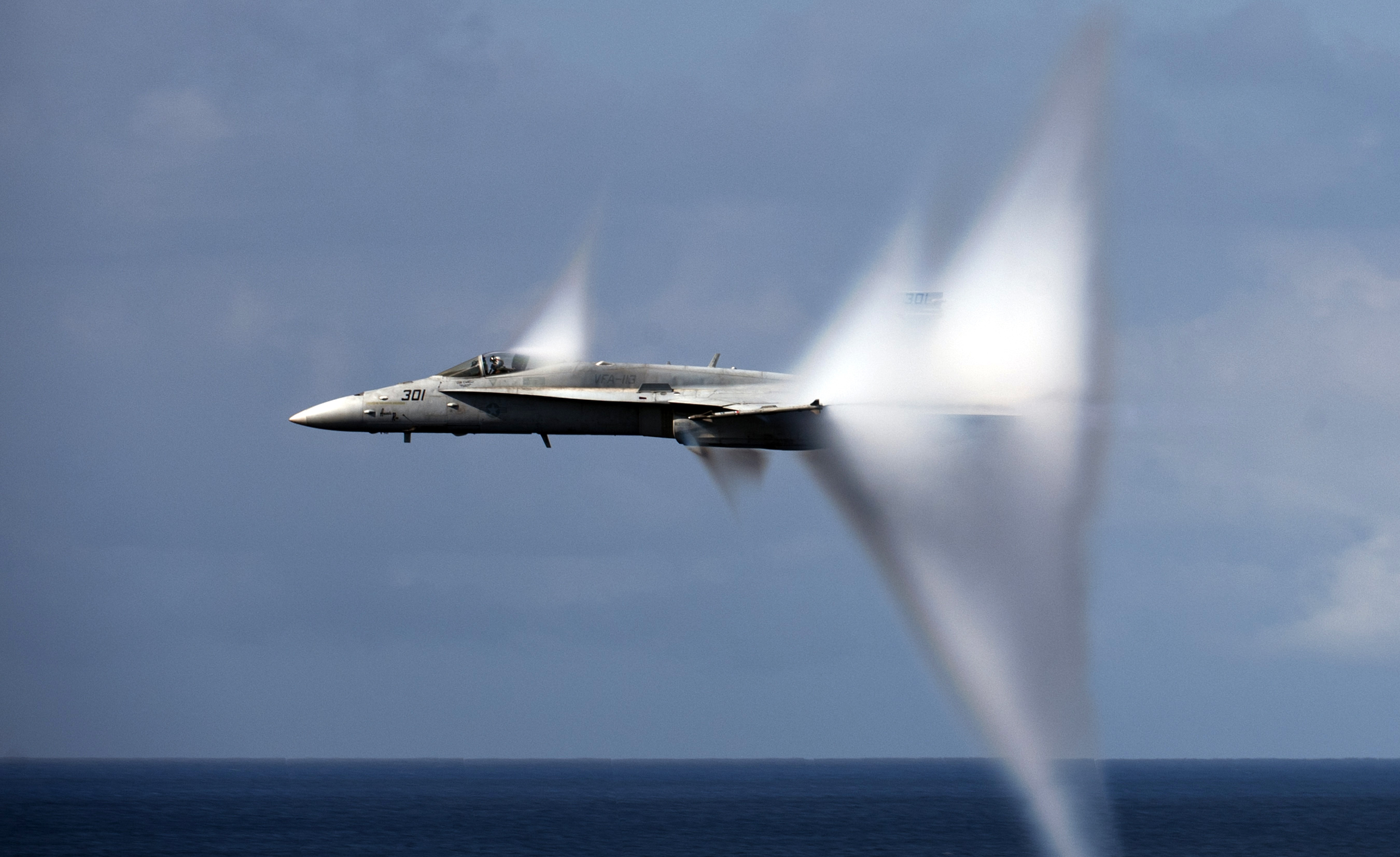
En F/A-18C Hornet spränger ljudvallen.

Begreppet ljudvallen uppstod när flygplanens hastighet började närma sig ljudets hastighet. När flygplan närmar sig ljudhastigheten, uppstår en kraftig motståndsökning och dessutom förskjutning av tryckcentrum och förändring av rodereffekten. Det blev en "vall" som var svår att komma igenom med den äldre tidens teknik.
Ett flygplan sägs passera ljudvallen när det accelererar till en hastighet överstigande ljudets hastighet. Ljudhastigheten i jordens atmosfär varierar enbart med lufttemperaturen. Vid 15 °C är ljudets hastighet 1 224 kilometer i timmen (340 m/s). På grund av problemen när flygplanen närmade sig ljudhastigheten togs ett nytt begrepp fram, Mach-talet. Machtalet är flygplanets hastighet i förhållande till ljudhastigheten i omgivande luft. Ett flygplan som flyger i Mach 1, rör sig alltså med ljudets hastighet. Mach 2 betyder att det flyger dubbelt så fort som ljudet utbreder sig.
I vatten och i metaller går ljudet betydligt fortare, cirka 1500 m/s respektive mellan 1 200 och 6 300 m/s beroende på vilken metall det är.
När ett flygplan rör sig med en hastighet omkring ljudets, kan tryck- och temperaturskillnader orsaka spektakulära kondensationseffekter.  Fenomenet beror på de plötsliga tryckförändringar som den omgivande luften utsätts för när flygplanet passerar. Vid farter nära ljudhastigheten är tryckskillnaderna mycket stora och i de områden där trycket plötsligt sjunker, minskar även temperaturen och luften fäller ut fukten den inte kan behålla i form av vattendroppar. En förutsättning är då att luftfuktigheten är tillräckligt hög och luftens daggpunkt ligger nära lufttemperaturen.
En motsvarande effekt ses ofta vid lägre fart inifrån trafikflygplan. Kondensationseffekterna kan uppstå när flygplanet går in för landning i fuktigt väder. Då syns ofta dimstråk över vingen eller smala dimvirvlar vid de utfällda klaffarnas ytterändar.

## Ljudbang
Vid hastigheter över ljudets skapas en tryckvåg kring det föremål som färdas fortare än den naturliga vågutbredningshastigheten i mediet det färdas i. Tryckstegringen framför flygplanet ger upphov till en stötvåg, som när den når marken uppfattas som en kraftig och plötslig explosion, en så kallad ljudbang. Det efterföljande ljudets frekvens blir förskjutet på grund av dopplereffekten. 
Ljudbangen har varit ett hinder för supersoniska civilflygplan. Eftersom den kraftiga tryckvågen kan vara mycket störande på marken under, till och med byggnader kan förstöras, har civil flygning med överljudsfart endast tillåtits över hav eller obebyggda områden. Ljudbangen har också använts för att skrämmas med sonic bombs.